# Margaret Beckett
Margaret Mary Jackson Beckett (Ashton-under-Lyne, Engeland, 15 januari 1943) is een Brits politica van de Labour Party.
Becketts vader was een Engelsman maar haar moeder een katholieke Ierse. Ze heeft een academische opleiding in de materiaalkunde gevolgd. Oorspronkelijk zat ze in het anti-apartheidsactiewezen en behoorde zij tot de linkervleugel van de Labour-partij. Later schoof ze enigszins op naar de rechterzijde.
Van 1974 tot 1979 was zij reeds lid van het Britse Lagerhuis alvorens zij vanaf 1983 opnieuw hierin werd verkozen. In 1994 was ze, na het overlijden van John Smith, korte tijd leider van de Labour-partij. Ze bekleedde vanaf 1997 verschillende functies in de kabinetten van Tony Blair, waaronder van 2006 tot 2007 minister van buitenlandse zaken.
Bij de Lagerhuisverkiezingen van 2024 stelde ze zich niet herkiesbaar. Haar lidmaatschap eindigde toen het parlement op 30 mei 2024 in de aanloop naar de verkiezingen werd ontbonden.  Zij werd vervolgens benoemd tot lid van het Hogerhuis. 
- Gemeinsame Normdatei: 1139125249
- Système universitaire de documentation: 08277191X
- Virtual International Authority File: 197114541
- WorldCat: E39PBJymtyTqWHKXmtBDrP6h73